# Dječja pornografija
Dječja pornografija označava bilo kakav video zapis ili sliku koji prikazuju osobu mlađu od 18 godina starosti koja sudjeluje u seksualnom odnosu, koji iz seksualnih pobuda prikazuje genitalno ili analno područje osobe mlađe od 18 godina ili bilo kakav dokument koji podržava seksualne odnose s maloljetnim osobama.
Dječja pornografija je među najrasprostranjenijim vidovima kriminala na internetu. Dječju pornografiju šire pedofili radi pravljenja osobne kolekcije, razmjene materijala s ostalim pedofilima, ili pravljenja novog materijala i dječje prostitucije.
Znanstvenici i pravosuđe sve češće koriste izraz zlostavljanje djece, umjesto pornografija, koji bi se mogao pogrešno protumačiti na pristanak na seksualne odnose, te samim tim prikriti pravu narav dječje pornografije, a to je zlouporaba. Termin dječja pornografija ostaje legalna definicija u raznim pravnim sustavima. Koji god izraz da se koristi, on upućuje na seksualnu eksploataciju djece i adolescenata u pornografiji, a sam materijal je evidencija počinjenog kriminala.
Od 1999. godine Interpolova stalna radna grupa za krivična djela protiv maloljetnika koristi sljedeću definiciju: Dječja pornografija je posljedica eksploatacije ili seksualnog zlostavljanja djece. Može se definirati kao bilo koji vid prikazivanja ili promocije seksualnog zlostavljanja djece, uključujući i pisane i audio-zapise, koji se odnose na seksualne odnose s djecom, ili drugi vid seksualnog iskorištavanja djece.

## Vanjske poveznice
- National Center for Missing and Exploited Children (USA). Child Pornography Fact Sheet. Inačica izvorne stranice arhivirana 15. studenoga 2007. Pristupljeno 23. srpnja 2015.
- National Society for the Prevention of Cruelty to Children (UK). Child abuse images and the internet: A reading list. Inačica izvorne stranice arhivirana 3. veljače 2012. Pristupljeno 23. srpnja 2015.
- Council of Europe. Convention on Cybercrime. Inačica izvorne stranice arhivirana 11. kolovoza 2011. Pristupljeno 23. srpnja 2015.